# La Chapelle-Aubareil
Pour les articles homonymes, voir La Chapelle.
La Chapelle-Aubareil est une commune française située dans le département de la Dordogne, en région Nouvelle-Aquitaine.

## Géographie

### Généralités
La commune de La Chapelle-Aubareil, traversée par le 45e parallèle nord, est de ce fait située à égale distance du pôle Nord et de l'équateur terrestre (environ 5 000 km).
Dans le quart sud-est du département de la Dordogne, le territoire communal est situé en Périgord noir. C'est une commune rurale qui fait partie de l'aire d'attraction de Sarlat-la-Canéda.
À l'écart des routes principales, le petit bourg de La Chapelle-Aubareil est situé, en distances orthodromiques, six kilomètres au sud de Montignac-Lascaux, et quatorze kilomètres au nord de Sarlat-la-Canéda.
La commune est brièvement desservie au sud par la route départementale 48.

### Communes limitrophes
La Chapelle-Aubareil est limitrophe de six autres communes.
|           | Montignac-Lascaux    | Coly-Saint-Amand        |
| Valojoulx | La Chapelle-Aubareil | Saint-Geniès            |
|           | Tamniès              | Marcillac-Saint-Quentin |

### Géologie et relief

#### Géologie
Situé sur la plaque nord du Bassin aquitain et bordé à son extrémité nord-est par une frange du Massif central, le département de la Dordogne présente une grande diversité géologique. Les terrains sont disposés en profondeur en strates régulières, témoins d'une sédimentation sur cette ancienne plate-forme marine. Le département peut ainsi être découpé sur le plan géologique en quatre gradins différenciés selon leur âge géologique. La Chapelle-Aubareil est située dans le troisième gradin à partir du nord-est, un plateau formé de calcaires hétérogènes du Crétacé.
Les couches affleurantes sur le territoire communal sont constituées de formations superficielles du Quaternaire datant du Cénozoïque et de roches sédimentaires du Mésozoïque. La formation la plus ancienne, notée c3b-c, date du Coniacien moyen à supérieur, composée de calcaires bioclastiques grossiers et quartzeux jaunes à bryozoaires et gastéropodes, à niveaux gréseux (foramation des Eyzies). La formation la plus récente, notée CFvs, fait partie des formations superficielles de type colluvions carbonatées de vallons secs : sable limoneux à débris calcaires et argile sableuse à débris. Le descriptif de ces couches est détaillé dans  les feuilles « no 784 - Terrasson » et « no 808 - Sarlat-la-Canéda » de la carte géologique au 1/50 000 de la France métropolitaine, et leurs notices associées,.

Carte géologique de La Chapelle-Aubareil.

#### Relief et paysages
Le département de la Dordogne se présente comme un vaste plateau incliné du nord-est (491 m, à la forêt de Vieillecour dans le Nontronnais, à Saint-Pierre-de-Frugie) au sud-ouest (2 m à Lamothe-Montravel). L'altitude du territoire communal varie quant à elle entre 109 m et 288 m,.
Dans le cadre de la Convention européenne du paysage entrée en vigueur en France le 1er juillet 2006, renforcée par la loi du 8 août 2016 pour la reconquête de la biodiversité, de la nature et des paysages, un atlas des paysages de la Dordogne a été élaboré sous maîtrise d’ouvrage de l’État et publié en octobre 2020. Les paysages du département s'organisent en huit unités paysagères et 14 sous-unités. La commune fait partie du Périgord noir, un paysage vallonné et forestier, qui ne s’ouvre que ponctuellement autour de vallées-couloirs et d’une multitude de clairières de toutes tailles. Il s'étend du nord de la Vézère au sud de la Dordogne (en amont de Lalinde) et est riche d’un patrimoine exceptionnel.
La superficie cadastrale de la commune publiée par l'Insee, qui sert de référence dans toutes les statistiques, est de 19,85 km2,,. La superficie géographique, issue de la BD Topo, composante du Référentiel à grande échelle produit par l'IGN, est quant à elle de 20,31 km2.

### Hydrographie

#### Réseau hydrographique

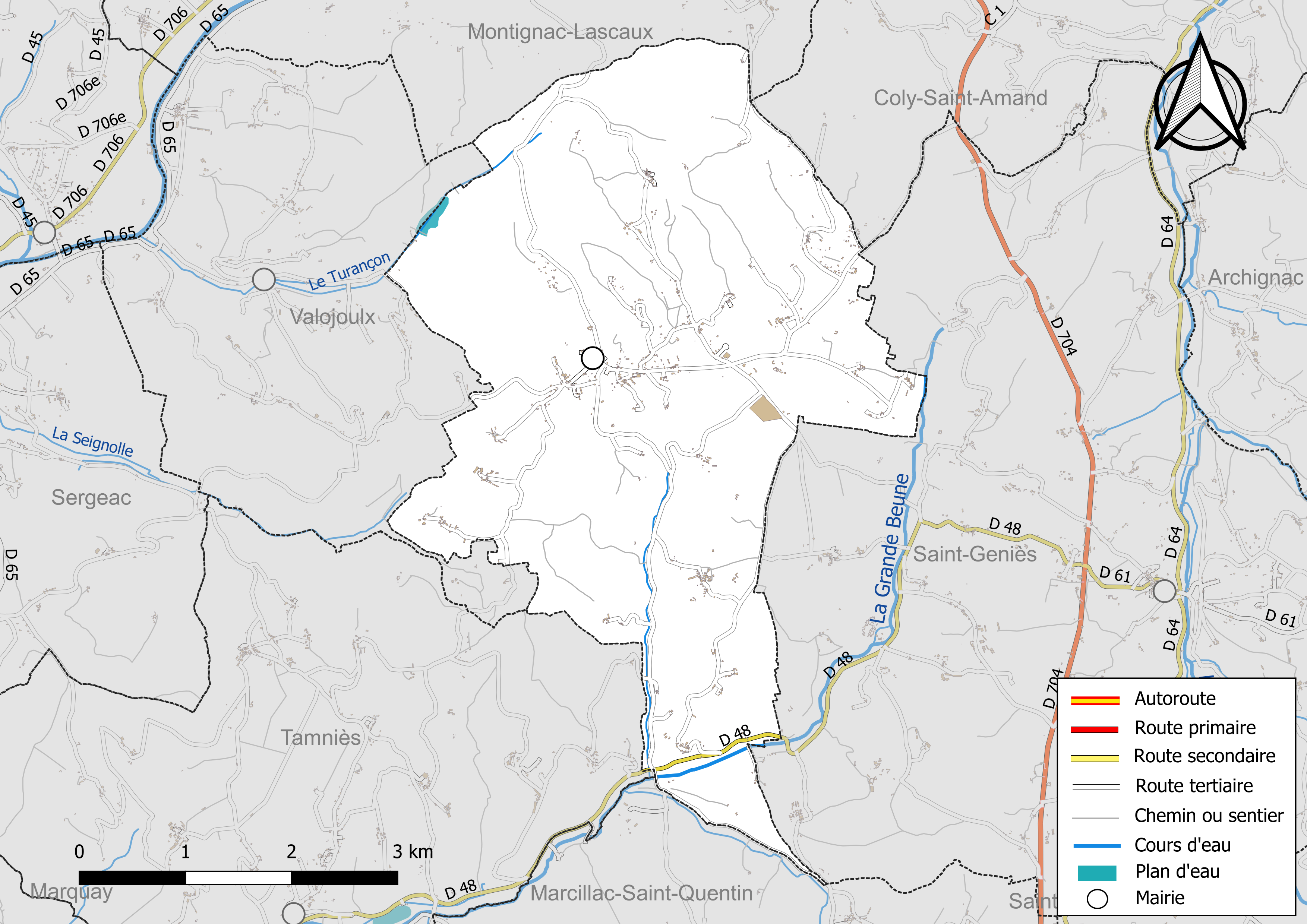
Réseaux hydrographique et routier de la Chapelle-Aubareil.

La commune est située dans le bassin de la Dordogne au sein du Bassin Adour-Garonne. Elle est drainée par le Grande Beune et le Turançon et par deux petits cours d'eau, qui constituent un réseau hydrographique de 6,5 km de longueur totale,.
La Grande Beune, d'une longueur totale de 22,79 km, prend sa source dans la commune de Saint-Geniès et se jette dans la Vézère en rive gauche au sud du bourg des Eyzies. Elle traverse le sud de la commune d'est en ouest sur près d'un kilomètre.
Autre affluent de rive gauche de la Vézère, le Turançon arrose le nord-ouest de la commune sur près de deux kilomètres et demi dont un kilomètre et demi sert de limite avec Valojoulx.

#### Gestion et qualité des eaux
Le territoire communal est couvert par le schéma d'aménagement et de gestion des eaux (SAGE) « Vézère-Corrèze ». Ce document de planification, dont le territoire regroupe les bassins versants de la Vézère et de la Corrèze, d'une superficie de 3 730 km2 est en cours d'élaboration. La structure porteuse de l'élaboration et de la mise en œuvre est le conseil départemental de la Corrèze. Il définit sur son territoire les objectifs généraux d’utilisation, de mise en valeur et de protection quantitative et qualitative des ressources en eau superficielle et souterraine, en respect des objectifs de qualité définis dans le troisième SDAGE  du Bassin Adour-Garonne qui couvre la période 2022-2027, approuvé le 10 mars 2022.
La qualité des eaux de baignade et des cours d’eau peut être consultée sur un site dédié géré par les agences de l’eau et l’Agence française pour la biodiversité.

### Climat
Pour des articles plus généraux, voir Climat de la Nouvelle-Aquitaine et Climat de la Dordogne.
Historiquement, la commune est exposée à un climat océanique aquitain.  
En 2020, Météo-France publie une typologie des climats de la France métropolitaine dans laquelle la commune est exposée à un climat océanique altéré et est dans la région climatique  Ouest et nord-ouest du Massif Central, caractérisée par une pluviométrie annuelle de 900 à 1 500 mm, maximale en automne et en hiver.
Pour la période 1971-2000, la température annuelle moyenne est de 12,2 °C, avec  une amplitude thermique annuelle de 15,1 °C. Le cumul annuel moyen de précipitations est de 964 mm, avec 11,7 jours de précipitations en janvier et 7,1 jours en juillet. Pour la période 1991-2020, la température moyenne annuelle observée sur la station météorologique la plus proche, située sur la commune de Salignac-Eyvigues à 12 km à vol d'oiseau, est de 13,0 °C et le cumul annuel moyen de précipitations est de 907,1 mm,. Pour l'avenir, les paramètres climatiques de la commune estimés pour 2050 selon différents scénarios d’émission de gaz à effet de serre sont consultables sur un site dédié publié par Météo-France en novembre 2022.

## Urbanisme

### Typologie
Au 1er janvier 2024, La Chapelle-Aubareil est catégorisée commune rurale à habitat dispersé, selon la nouvelle grille communale de densité à 7 niveaux définie par l'Insee en 2022.
Elle est située hors unité urbaine. Par ailleurs la commune fait partie de l'aire d'attraction de Sarlat-la-Canéda, dont elle est une commune de la couronne,. Cette aire, qui regroupe 45 communes, est catégorisée dans les aires de moins de 50 000 habitants,.

### Occupation des sols
L'occupation des sols de la commune, telle qu'elle ressort de la base de données européenne d’occupation biophysique des sols Corine Land Cover (CLC), est marquée par l'importance des forêts et milieux semi-naturels (58,8 % en 2018), une proportion sensiblement équivalente à celle de 1990 (58,5 %). La répartition détaillée en 2018 est la suivante : 
forêts (58,8 %), zones agricoles hétérogènes (28 %), prairies (6,6 %), terres arables (4,4 %), zones urbanisées (2,2 %). L'évolution de l’occupation des sols de la commune et de ses infrastructures peut être observée sur les différentes représentations cartographiques du territoire : la carte de Cassini (XVIIIe siècle), la carte d'état-major (1820-1866) et les cartes ou photos aériennes de l'IGN pour la période actuelle (1950 à aujourd'hui).

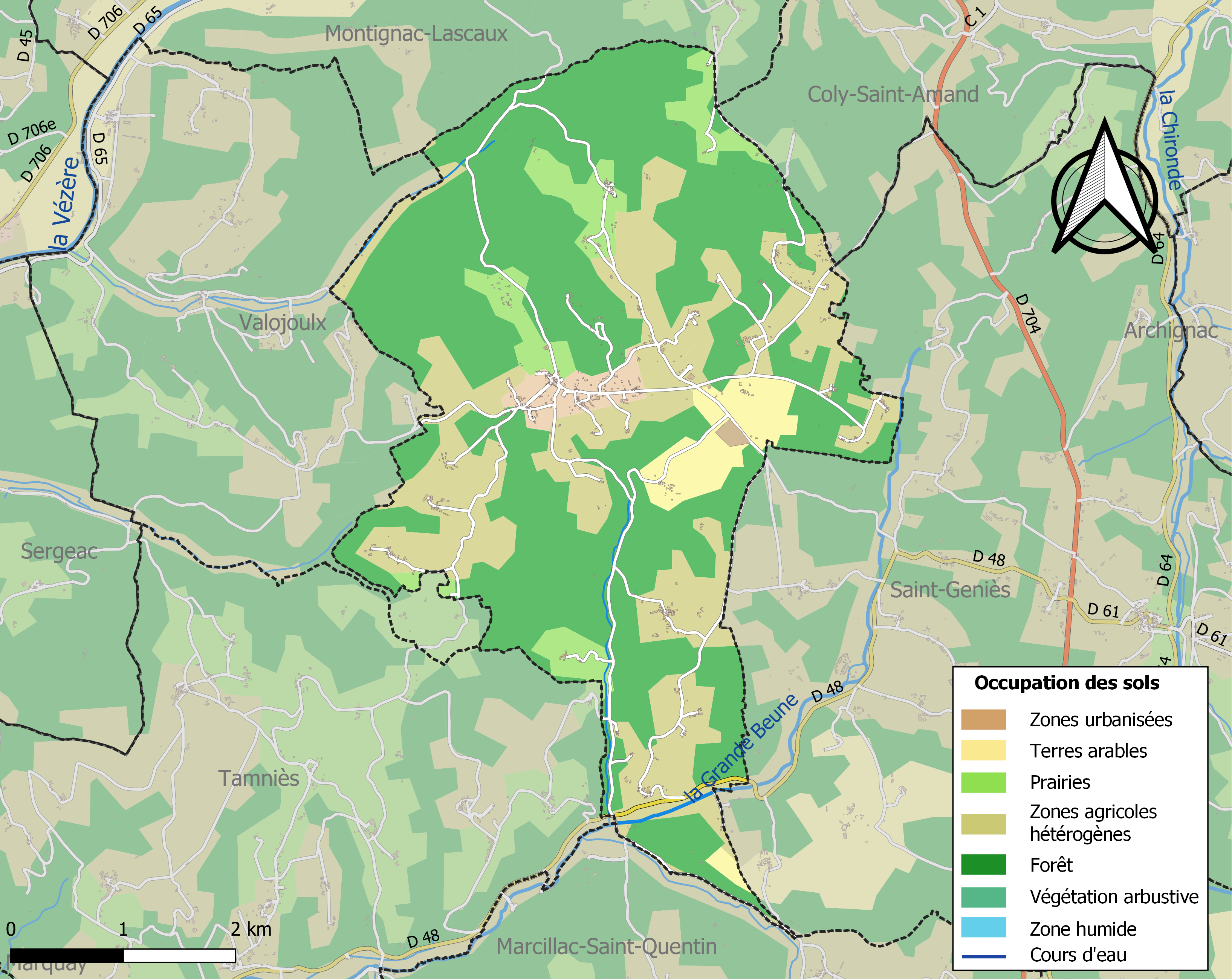
Carte des infrastructures et de l'occupation des sols de la commune en 2018 (CLC).

### Prévention des risques
Le territoire de la commune de La Chapelle-Aubareil est vulnérable à différents aléas naturels : météorologiques (tempête, orage, neige, grand froid, canicule ou sécheresse), feux de forêts et séisme (sismicité très faible). Un site publié par le BRGM permet d'évaluer simplement et rapidement les risques d'un bien localisé soit par son adresse soit par le numéro de sa parcelle.
La Chapelle-Aubareil est exposée au risque de feu de forêt. L’arrêté préfectoral du 14 mars 2013 fixe les conditions de pratique des incinérations et de brûlage dans un objectif de réduire le risque de départs d’incendie. À ce titre, des périodes sont déterminées : interdiction totale du 15 février au 15 mai et du 15 juin au 15 octobre, utilisation réglementée du 16 mai au 14 juin et du 16 octobre au 14 février. En septembre 2020, un plan inter-départemental de protection des forêts contre les incendies (PidPFCI) a été adopté pour la période 2019-2029,.
La commune a été reconnue en état de catastrophe naturelle au titre des dommages causés par les inondations et coulées de boue survenues en 1982, 1999 et 2000, par la sécheresse en 1989, 1992, 1995 et 2011 et par des mouvements de terrain en 1999.

## Toponymie
En occitan, la commune porte le nom de La Capèla Albarèlh.

## Histoire
À partir de 1943, lors de l'occupation allemande, le premier maquis du Montignacois devient, en janvier 1944, le détachement « Jacquou le Croquant ». Ses trois premiers arrivants s’organisent tant bien que mal avec la complicité du maire de La Chapelle-Aubareil, qui pourvoit à leur ravitaillement. Le maquis sera recherché par la Milice française et la Gestapo de Périgueux.

## Politique et administration

### Administration municipale
La population de la commune étant comprise entre 500 et 1 499 habitants au recensement de 2017, quinze conseillers municipaux ont été élus en 2020,.

### Liste des maires

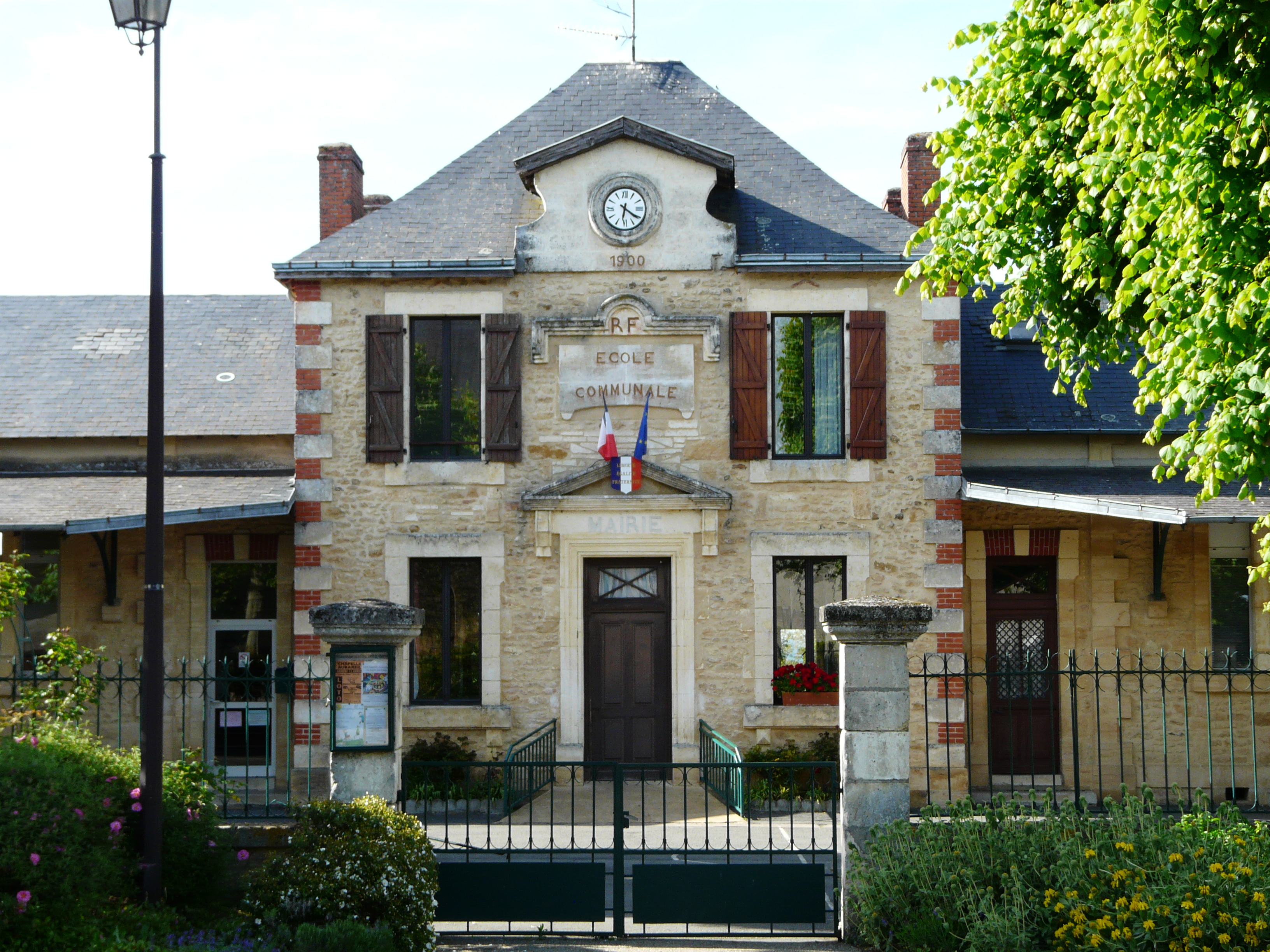
L'ancienne mairie.

| Période                                  | Période  | Identité            | Étiquette | Qualité  |
| ---------------------------------------- | -------- | ------------------- | --------- | -------- |
| Les données manquantes sont à compléter. |          |                     |           |          |
|                                          |          |                     |           |          |
| ?                                        | ?        | Théodore Sanfourche | PCF       |          |
|                                          |          |                     |           |          |
| 1971                                     | 1983     | René Sardan         |           |          |
| 1983                                     | ?        | André Pimond        |           |          |
|                                          |          |                     |           |          |
| mars 2001                                | mai 2020 | Jean-Louis Lachèze  | PS        | Retraité |
| mai 2020                                 | En cours | Jean-Michel Faure   |           |          |

## Équipements et services publics

### Justice
Dans le domaine judiciaire, La Chapelle-Aubareil relève : 
- du tribunal judiciaire, du tribunal pour enfants, du conseil de prud'hommes et du tribunal de commerce de Périgueux ;
- du pôle Nationalité du tribunal judiciaire de Périgueux (compétent uniquement dans le domaine de la nationalité) ;
- de la cour d'appel, du tribunal administratif et de la  cour administrative d'appel de Bordeaux.

## Population et société

### Démographie
L'évolution du nombre d'habitants est connue à travers les recensements de la population effectués dans la commune depuis 1793. Pour les communes de moins de 10 000 habitants, une enquête de recensement portant sur toute la population est réalisée tous les cinq ans, les populations de référence des années intermédiaires étant quant à elles estimées par interpolation ou extrapolation. Pour la commune, le premier recensement exhaustif entrant dans le cadre du nouveau dispositif a été réalisé en 2005.

En 2022, la commune comptait 542 habitants, en évolution de +1,31 % par rapport à 2016 (Dordogne : +0,37 %, France hors Mayotte : +2,11 %).
| 1793 | 1800 | 1806 | 1821 | 1831 | 1836 | 1841 | 1846 | 1851 |
| ---- | ---- | ---- | ---- | ---- | ---- | ---- | ---- | ---- |
| 802  | 744  | 776  | 758  | 900  | 916  | 930  | 978  | 993  |

| 1856 | 1861 | 1866 | 1872 | 1876 | 1881 | 1886 | 1891 | 1896 |
| ---- | ---- | ---- | ---- | ---- | ---- | ---- | ---- | ---- |
| 995  | 968  | 956  | 900  | 894  | 840  | 770  | 766  | 695  |

| 1901 | 1906 | 1911 | 1921 | 1926 | 1931 | 1936 | 1946 | 1954 |
| ---- | ---- | ---- | ---- | ---- | ---- | ---- | ---- | ---- |
| 653  | 659  | 640  | 516  | 509  | 511  | 501  | 463  | 454  |

| 1962 | 1968 | 1975 | 1982 | 1990 | 1999 | 2005 | 2006 | 2010 |
| ---- | ---- | ---- | ---- | ---- | ---- | ---- | ---- | ---- |
| 386  | 333  | 280  | 308  | 330  | 373  | 422  | 439  | 483  |

| 2015 | 2020 | 2022 | - | - | - | - | - | - |
| ---- | ---- | ---- | - | - | - | - | - | - |
| 530  | 533  | 542  | - | - | - | - | - | - |

### Manifestations culturelles et festivités
Fête votive sur trois jours, lors du week-end de la Pentecôte.

## Économie

### Emploi
En 2015, parmi la population communale comprise entre 15 et 64 ans, les actifs représentent 248 personnes, soit 46,8 % de la population municipale. Le nombre de chômeurs (trente-cinq) a fortement augmenté par rapport à 2010 (vingt-trois) et le taux de chômage de cette population active s'établit à 14,1 %.

### Établissements
Au 31 décembre 2015, la commune compte soixante-six établissements, dont trente-huit au niveau des commerces, transports ou services, dix dans l'agriculture, la sylviculture ou la pêche, huit dans la construction, six dans l'industrie, et quatre relatifs au secteur administratif, à l'enseignement, à la santé ou à l'action sociale.

## Culture locale et patrimoine

### Lieux et monuments
- Église Saint-Loup[52] du XVIIe siècle.
- Repaire du Bareil (ou de la Chapelle-Aubareil), connu au XIIIe siècle, dont il ne reste que le vestige d'une tour du XVe siècle, dans le village de La Chapelle-Aubareil[53].
- Manoir de l'Air (ou manoir de Lher), XVIIIe et XIXe siècles[54].

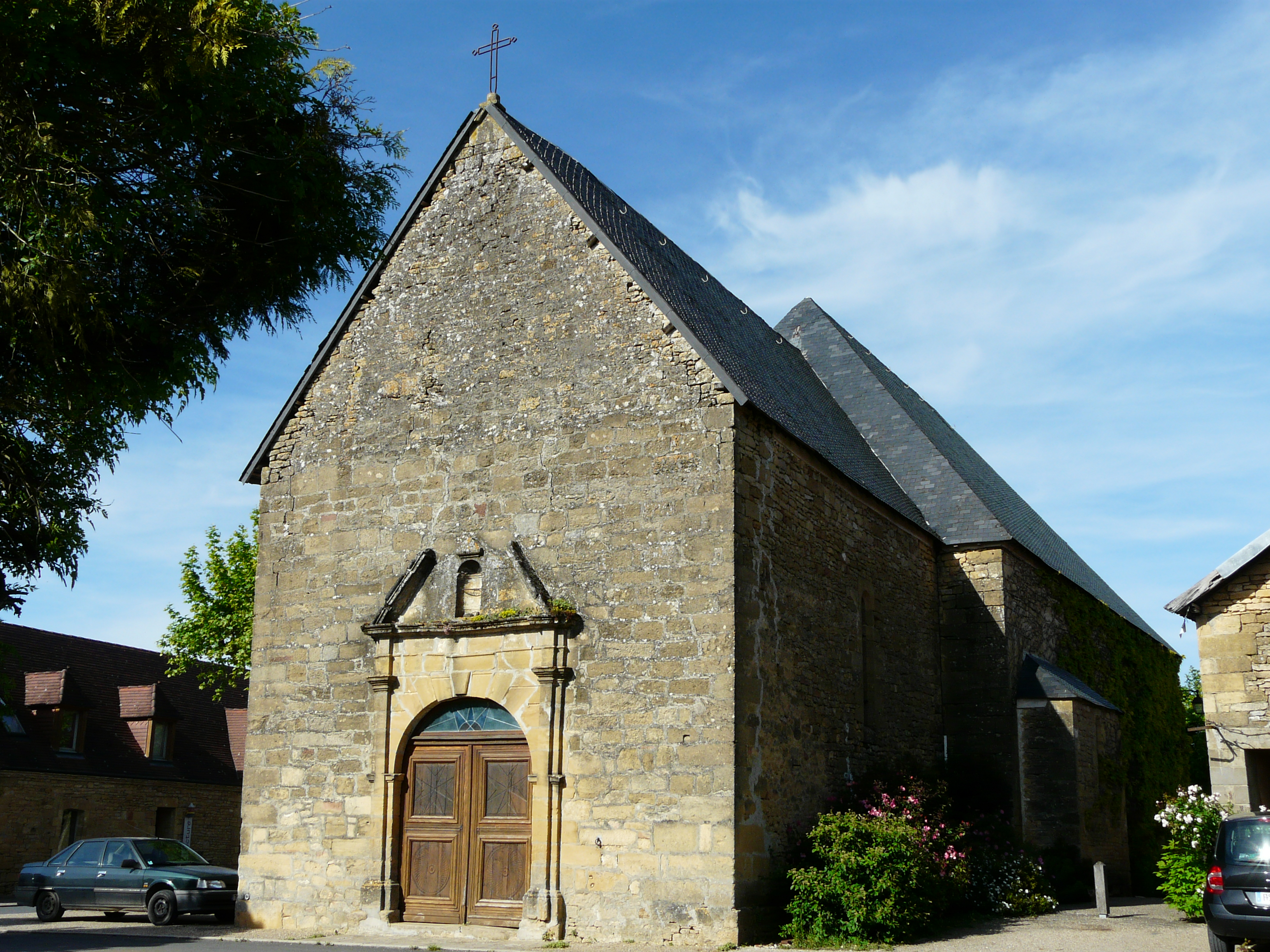
L'église Saint-Loup.
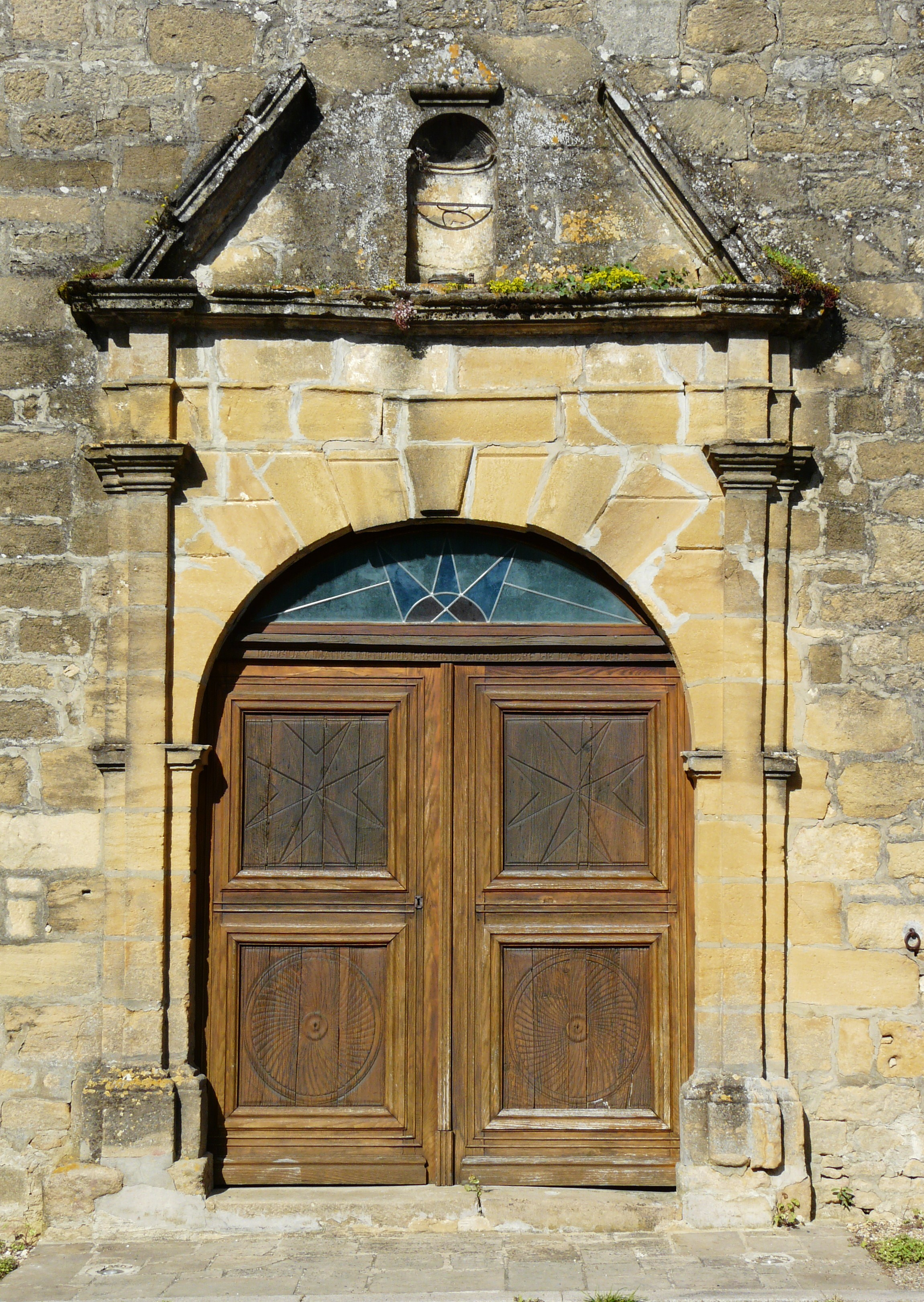
Son portail.
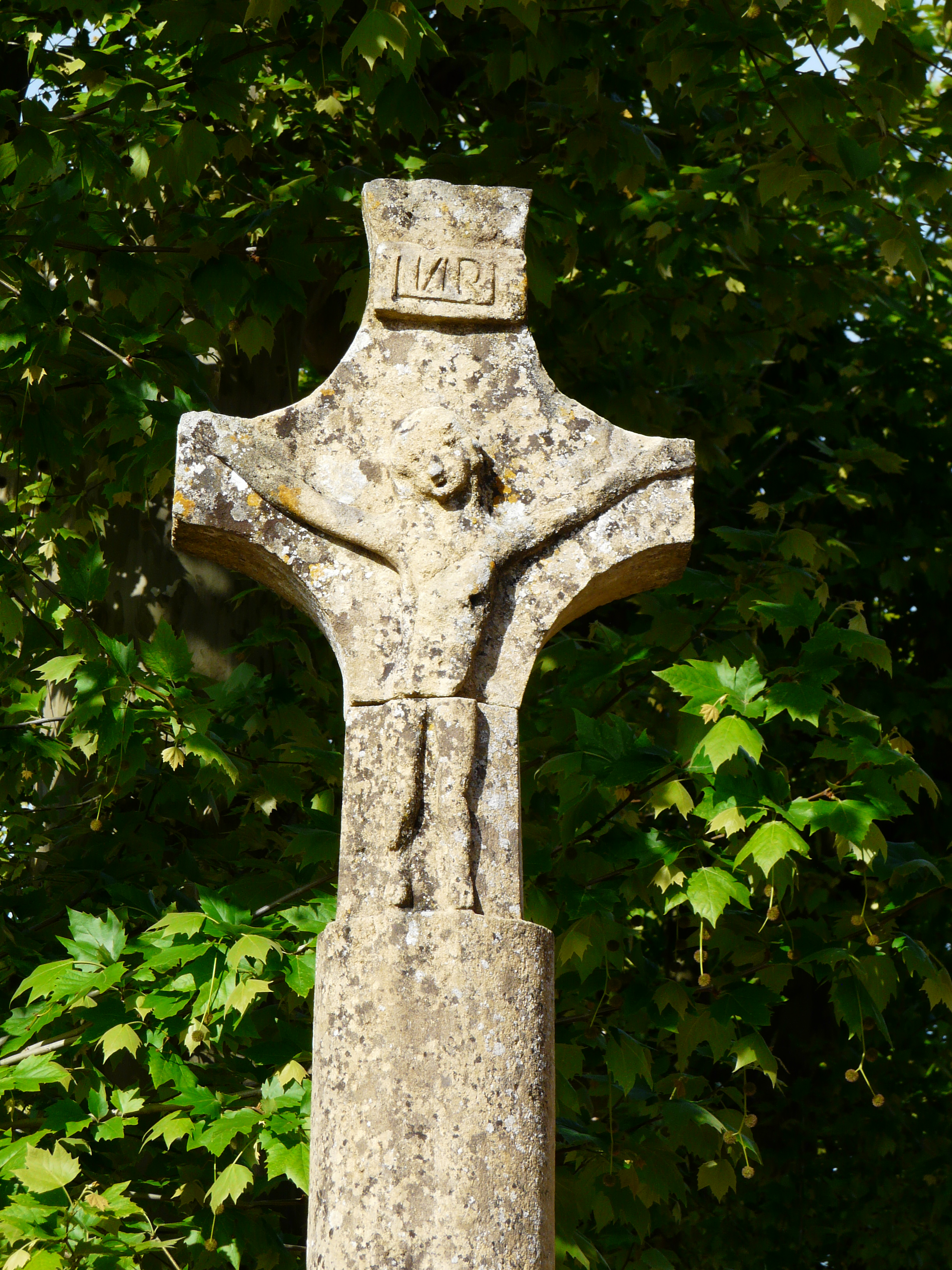
Croix à côté de l'église.
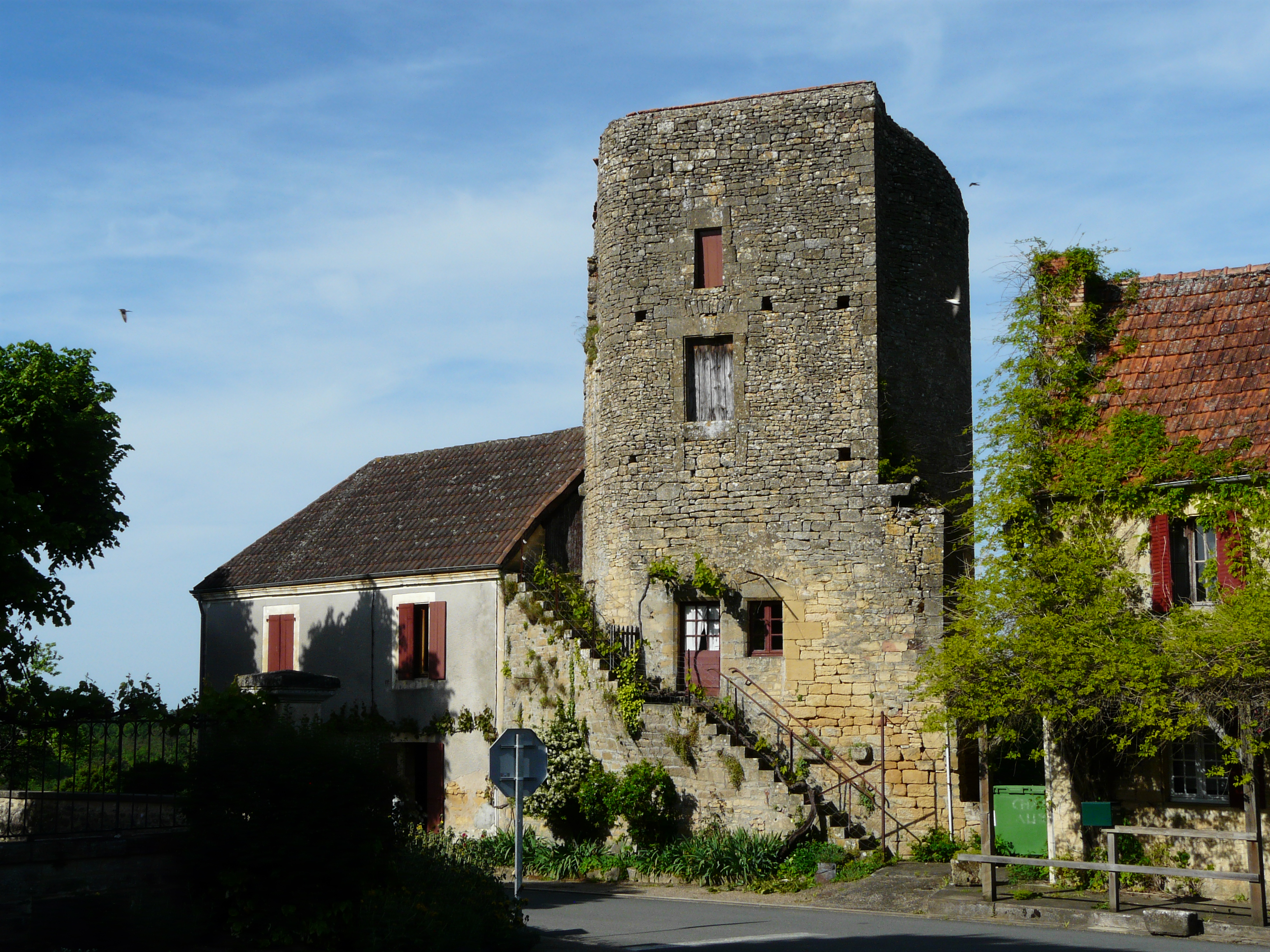
La tour du repaire du Bareil.
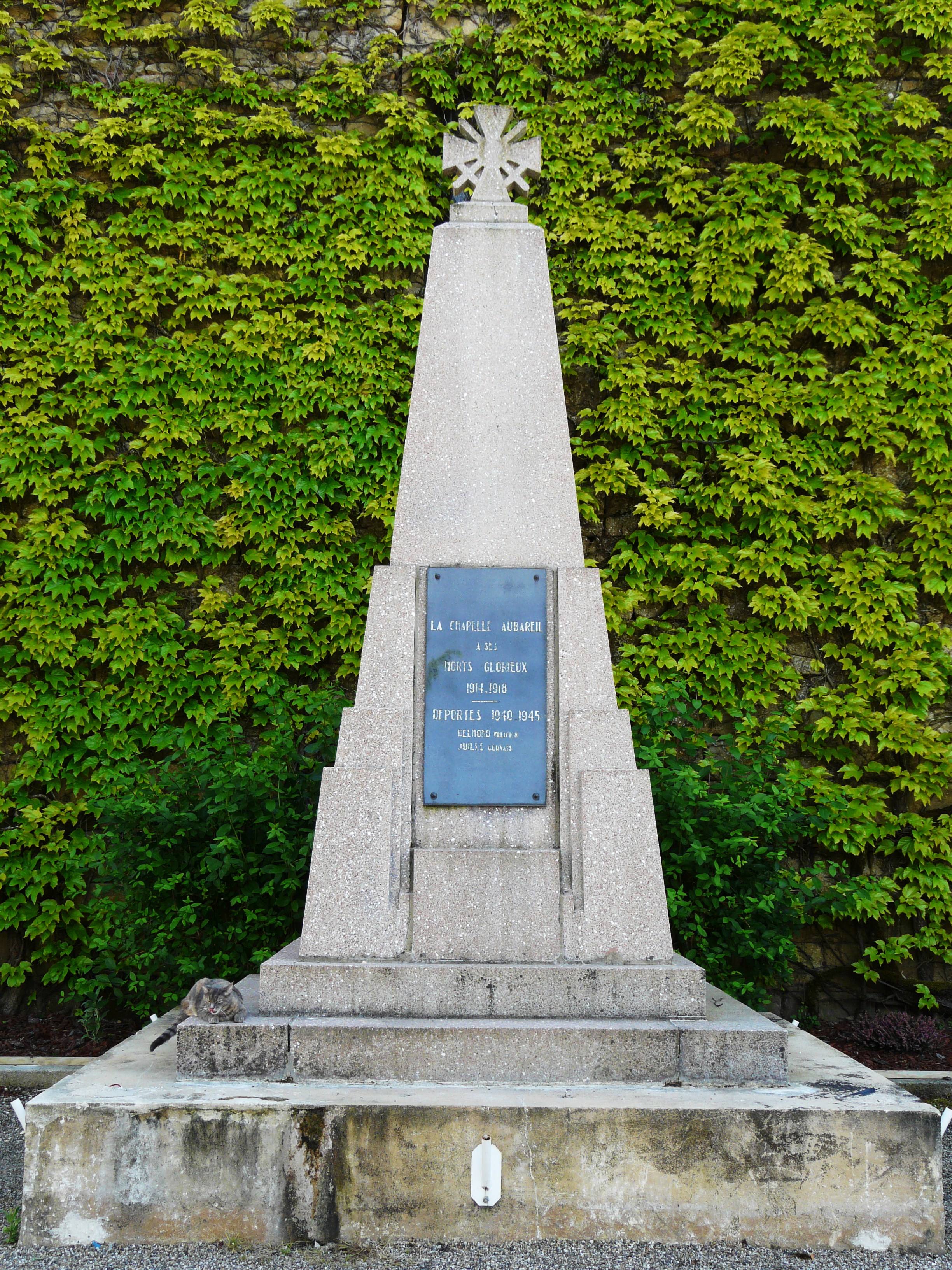
Le monument aux morts.
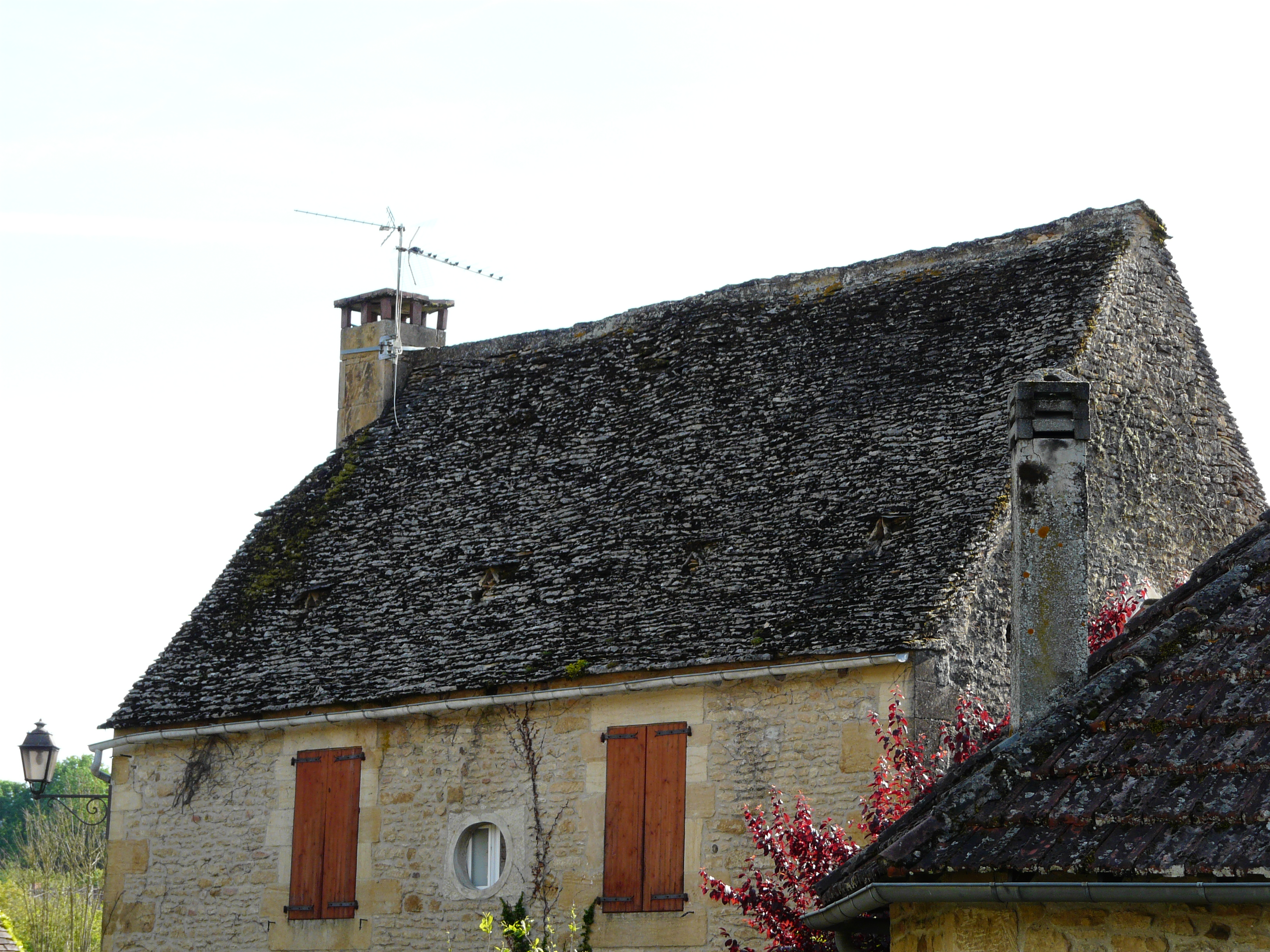
Maison avec toit en lauzes.

### Personnalités liées à la commune
- Gervais Juille, résistant, déporté, la place du bourg porte son nom.

## Pour approfondir